# Michael Měchura
Michael Měchura (ur. 13 lutego 1993) – czeski kolarz górski, dwukrotny medalista mistrzostw świata.

## Kariera
Pierwszy sukces w karierze Michael Měchura osiągnął w 2012 roku, kiedy zdobył srebrny medal w four-crossie podczas mistrzostw świata w Leogang. W zawodach tych wyprzedził go jedynie Roger Rinderknecht ze Szwajcarii, a trzecie miejsce zajął kolejny Czech - Tomáš Slavík. Na rozgrywanych rok później mistrzostwach świata w Pietermaritzburgu ponownie był drugi. Tym razem zwyciężył Holender Joost Wichman, a trzeci był Francuz Quentin Derbier. Měchura nie brał udziału w igrzyskach olimpijskich. 
Jego brat - Lukáš również jest kolarzem.